# 胡瀛 (康熙進士)
胡瀛，字一山，四川省敘州府宜賓縣（今四川省宜賓市）人，清朝政治人物。

## 生平
康熙五十七年（1718年）戊戌科進士，改庶吉士。康熙六十年，任翰林院檢討。乾隆元年，任雲南鄉試考官、會試同考官。后改任江西驛鹽道。乾隆六年，任江西按察使，后任直隸清河道。乾隆九年，任湖南按察使。雍正十二年，任湖北按察使。雍正十三年，任浙江按察使。乾隆三年，任山西布政使，后以布政使相當之京堂員缺補用。

## 家族
父胡似魯。